# Relizane
Relizane   este un oraș  în  Algeria. Este reședința  provinciei  Relizane.